# Рельсоочистительная машина

Рельсоочистительная машина — путевая машина для очистки рельсов и рельсовых скреплений от грязи и удаления различных засорителей из под подошвы рельса. Применяется на железнодорожном транспорте при строительстве, ремонте и текущем содержании железнодорожного пути перед дефектоскопией рельсов, перед смазкой рельсовых скреплений, а также с целью обеспечения надёжности функционирования устройств автоматики, телемеханики и связи.

## История появления
До конца 1970-х годов рельсоочистительные работы осуществлялись вручную или неспециализированными машинами, имеющими щёточные рабочие органы. В начале 1980-х годов в СССР была создана рельсоочистительная машина, в которой использован гидравлический способ очистки рельсов и рельсовых скреплений.

## Конструкция и принцип работы
Насос, подающий из цистерны воду под давлением 16 МПа в гидромониторы, имеет электропривод, питающийся от дизель-генераторной установки. Гидромониторы установлены на тележке, соединённой с базовым шасси шарнирными подвесками и силовыми цилиндрами. На тележке гидромониторы закреплены с помощью подпружиненной поворотной опоры, снабжённой рычагом, взаимодействующим с элементами рельсовых скреплений, что позволяет изменять угол направления струи по мере продвижения рельсоочистительной машины над очищенной поверхностью и обеспечивает хорошее качество очистки одновременно обеих рельсовых нитей за один проход машины.

## РОМ-3М
Рельсоочистительная машина РОМ-3М состоит из головной машины и цистерны, предназначена для непрерывной очистки скреплений, верхних поверхностей подошв рельсов, боковых поверхностей шеек и головок рельсов от грязи или удаления засорителей из-под подошвы рельсов.
Технические характеристики: 
- Тип очищаемых рельсов и скреплений — любой;
- Способ очистки рельсов и скреплений — струйный;
- Мощность силовой установки номинальная — 200 кВт;
- Скорость транспортная:  
  - машины без экипировки — 100+8 км/ч
  - изделия с полной экипировкой — 80+10 км/ч
- Масса конструктивная — 56,5 т;
- Производительность — 3,0 км/ч;
- Давление в гидросистеме — в пределах 10—20 МПа;
- Жидкость рабочая — техническая или бытовая вода;
- Расход рабочей жидкости на 1 км очистки пути — 10—20 т;
- Габаритные размеры:  
  - длина по осям автосцепок — 25560+50 мм
  - ширина — 3150-16 мм
  - высота — 4620+20 мм